# Santa Irene (São Tomé)
Santa Irene é uma aldeia de São Tomé e Príncipe, localiza-se no Distrito de Lembá, ilha de São Tomé, próxima às localidades de Santa Clotilde e de Frederico.